# John Melhuish Strudwick
Pour les articles homonymes, voir Strudwick.
John Melhuish Strudwick  né le 6 mai 1849 à Londres et mort le 16 juillet 1937 dans la même ville, est un peintre britannique appartenant au préraphaélisme.

## Biographie
John Strudwick naît à Clapham, le 6 mai 1849. Il fait ses études secondaires à St Saviour's Grammar School puis à la National Art Training School. Il étudie la peinture à la Royal Academy à partir de 1868.
Les œuvres de John Strudwick sont proches de celles d'Edward Burne-Jones, dont il est le disciple, par « le même désir de faire revivre ce que la peinture des anciens maîtres a conservé de beauté saisissable pour nous ».  Il expose principalement à la Grosvenor Gallery et à la New Gallery. Un de ses tableaux,  (Circé et Scylla)  est retenu lors de l'Exposition universelle de Paris de 1889 .
Il se marie avec Harriett Reed en 1879, le couple a une fille, Ethel Strudwick, enseignante et directrice de la St Paul's Girls' School.

## Œuvres
- La musique d’un temps révolu, 1890
- Isabella et le pot de basilic (à partir d'une nouvelle du Décaméron de Boccace)
- Acrasia[6], 1888

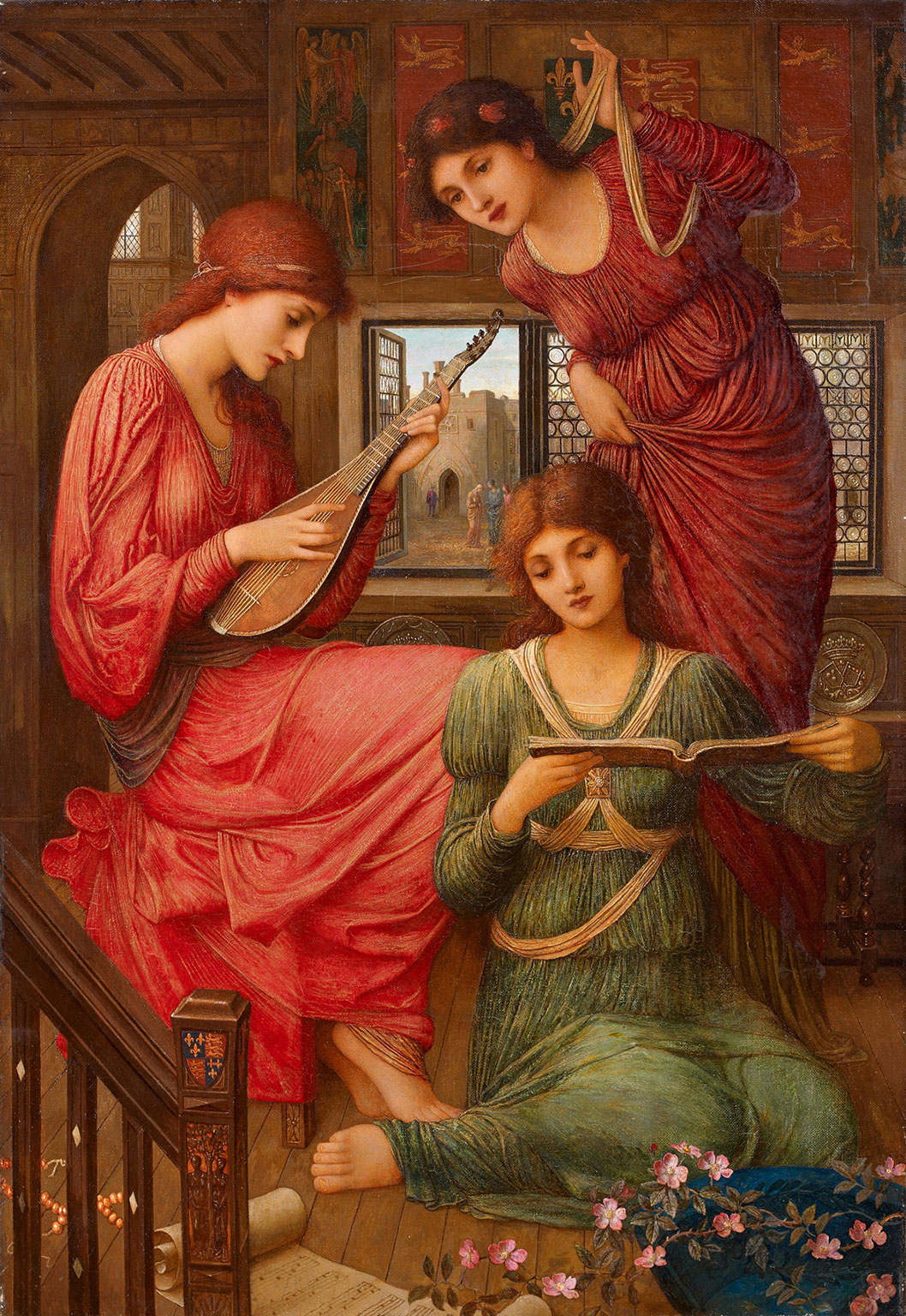
1907
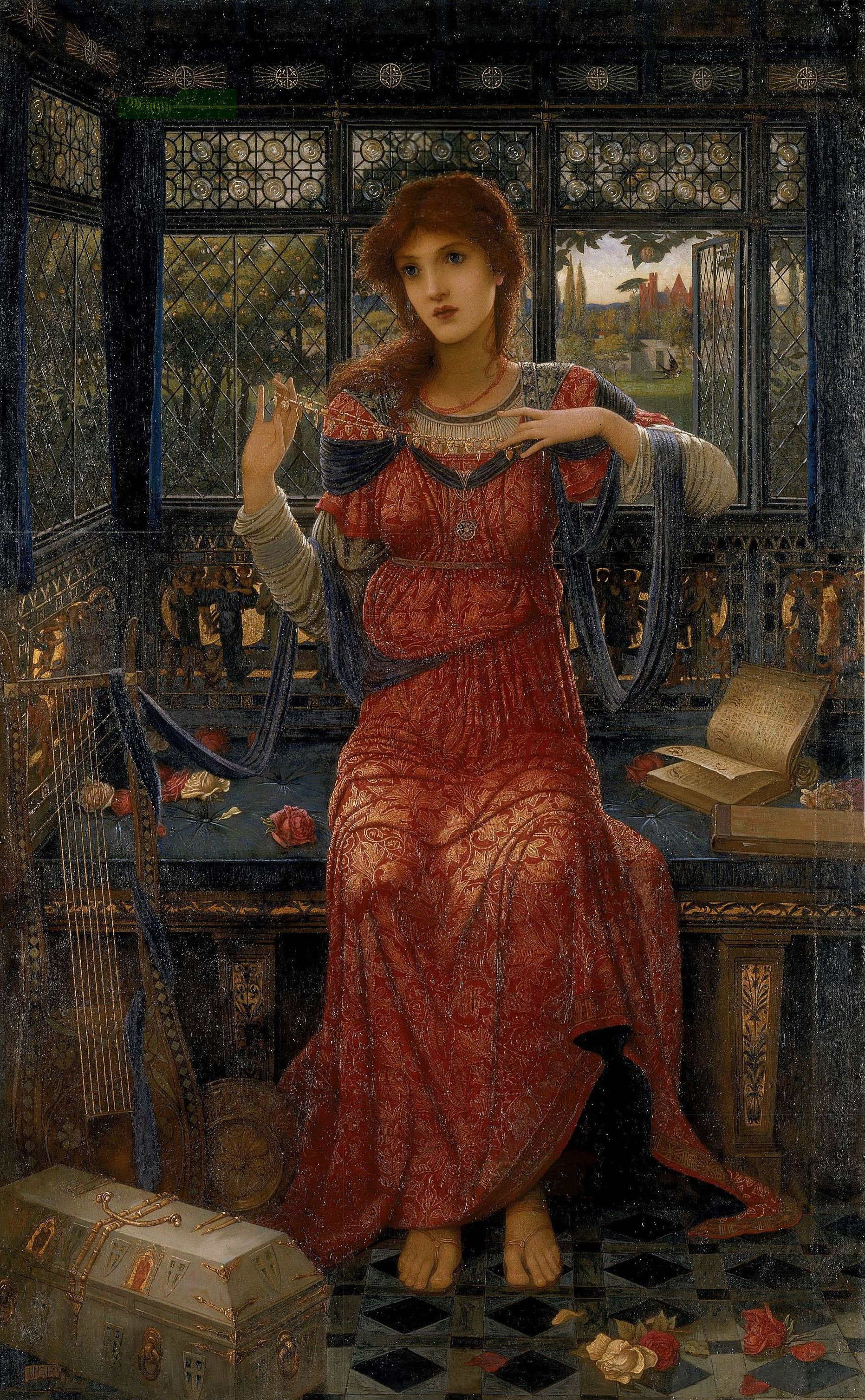
« Oh Swallow, Swallow »,  huile sur toile, 1894, National Museums Liverpool
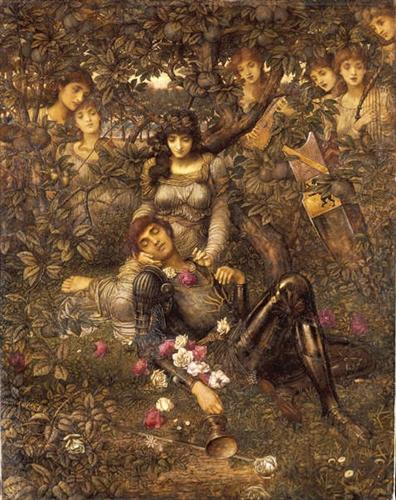
La magicienne Acrasia (inspiration pour cette peinture : « La Faerie Queene », d’Edmund Spenser à la fin des années 1500) ; vers 1888.
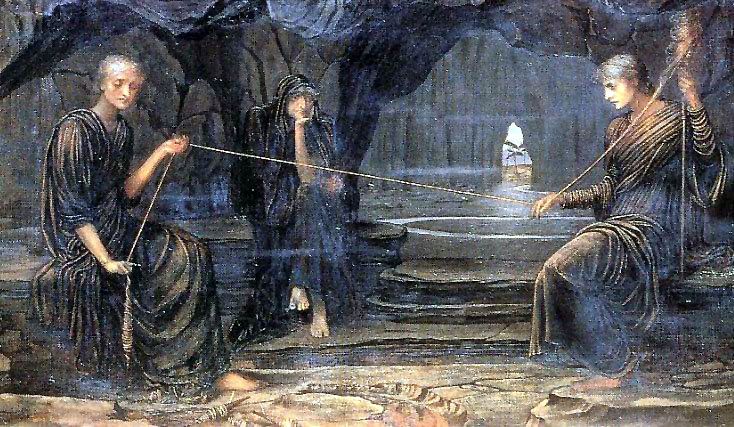
Un fil d'or,  1885